# Філліс Френсіс
Філліс Шане Френсіс (англ. Phyllis Chanez Francis, нар. 4 травня 1992) — американська легкоатлетка, яка спеціалізується на спринті, олімпійська чемпіонка, чемпіонка світу.
Золоту олімпійську медаль та звання олімпійської чемпіонки Френсіс виборола в складі збірної США в естафеті 4×400 метрів на Олімпіаді-2016 у Ріо-де-Жанейро. Звання чемпіонки світу вона завоювала на лондонському чемпіонаті-2017 на дистанції 400 метрів і в естафеті 4×400 метрів.
На світовій першості-2019 здобула чергове «золото» в жіночій естафеті 4×400 метрів.